# Chinezii din România

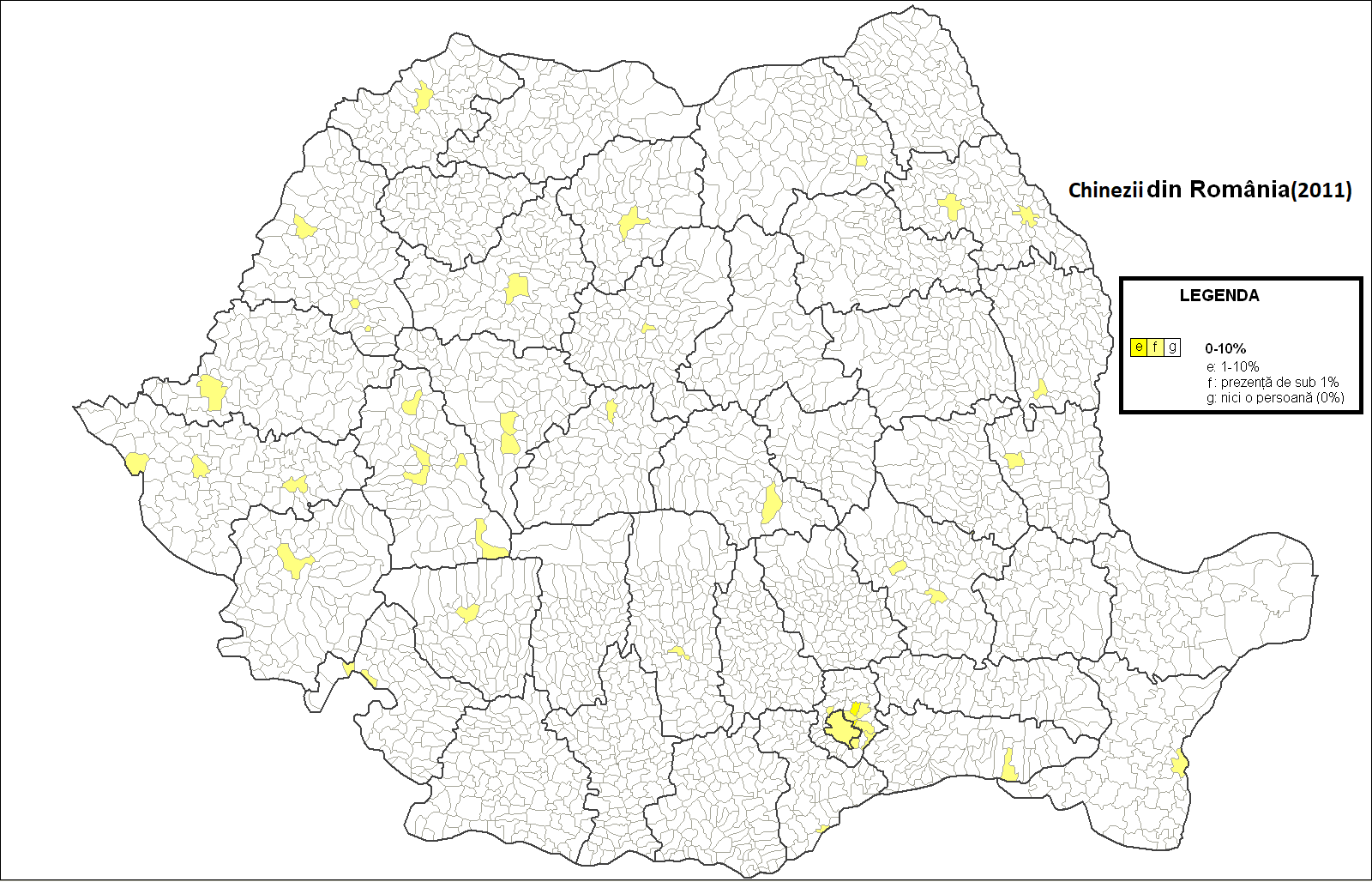
Chinezii din România din 2011

Chinezii (în limba chineză: 羅馬尼亞華僑 sau 罗马尼亚华人) sunt o minoritate etnică din România, numărând 2.017 persoane conform recensământului din 2011, fiind una dintre cele mai mici minorități ale României. 

## Istoria migrațiilor
China și România au o istorie lungă de câteva decenii caracterizate prin schimburi economice și culturale, în special în timpul Războiului Rece. Fostul președinte al Chinei Jiang Zemin chiar a trăit în România pentru o vreme și cunoaște limba. Marile migrații ale chinezilor au început între anii 80-90. Cea mai mare parte a imigranților chinezi era alcătuită din vânzători independenți. Mai târziu, la începutul anilor 2000, România se confruntă cu probleme economice cauzate de plecare muncitorilor săi în Europa de Vest. Ca rezultat, România a important muncitori din China, mărind astfel numărul comunităților chinezești.